# Ахмедли, Джамиль Мирза Теймур оглы
Ахмедли, Джамиль Мирза Теймур оглы (азерб. Cəmil Mirzə Teymur oğlu Əhmədli; 27 октября 1931, село Союдлу, Кедабекский район, Азербайджанская ССР — 9 февраля 2010, Баку, Азербайджан) — советский и Азербайджанский философ, доктор философских наук, профессор, заслуженный деятель науки Азербайджанской ССР. В 1997 году избран академиком Петровской академия наук и искусств. Заведующий кафедрой философии и социологии Бакинского государственного университета (1990—2000).

## Биография
Джамиль Ахмедли родился 27 октября 1931 года в селе Союдлу Кедабекского района в семье учителя по имени Мирза Теймур Ахмедли. Джамиль Ахмедли, пошедший в первый класс в 1938 году, учился вместе со своим отцом в годы войны, когда в школах было трудно работать. В 1948 году, учась в 10 классе, он выиграл математическую олимпиаду, проходившую в республике. В том же году представитель только что созданного Московского физико-технического института принял участие в выпускных экзаменах школы, где учился Джамиль Ахмедли, и заявил, что он принят в этот институт. Однако из-за финансовых трудностей Джамиль Ахмедли не смог поехать в Москву.
Летом 1953 года Джамиль Ахмедли был принят в аспирантуру Института философии АН СССР, сдав конкурсный экзамен. В 1956 году защитил диссертацию на тему «Свобода и необходимость» под руководством академика Теодара Ойзермана и получил степень кандидата философских наук. Книга «Свобода и необходимость» (на русском языке), изданная в Баку в 1960 году, стала первой монографией на эту тему в бывшем СССР.
В 1954—1956 годах преподавал философию в МГУ, в 1958—1962 годах в Азербайджанском индустриальном институте, в 1963—1972 годах в Бакинской высшей партийной школе (ныне Академия государственного управления при президенте Азербайджанской Республики), в 1959—1974 годах в Аспирантуре АН Азербайджанской ССР.
В 1957 году он работал учёным секретарём в Институте философии и права Национальной академии наук Азербайджана, работал старшим научным сотрудником и заведующим отделом. Он работал над «Правовой категорией материалистической диалектики» с 1958 г., а в 1963 г. опубликовал две крупные монографии объёмом 20 страниц. В 1964 году эти работы легли в основу докторской диссертации философа.
Дж. Ахмедли, который был заведующим кафедрой философии Азербайджанского института народного хозяйства, восстановленного в 1966 году, работал там заведующим до 1990 года. С 1990 по 2000 год работал заведующим кафедрой философии и социологии Бакинского государственного университета. Джамиль Ахмедли был профессором кафедры философии гуманитарных наук Бакинского государственного университета.
Джамиль Ахмедли скоропостижно скончался в ночь с 9 на 10 февраля 2010 года. Похоронен на Хырдаланском кладбище.

## Научная деятельность
Первая социологическая лаборатория была создана в Азербайджане в 1969 году по инициативе и под руководством Джамиля Ахмедли. За 15 лет работы сотрудники лаборатории провели исследования по около 10 актуальным вопросам, опубликовали более 100 книг и научных статей, организовали и приняли участие более чем в 10 международных конференциях.
6 лаборантов под руководством Джамиля Ахмедли защитили диссертации, 3 из них — докторские. Ахмедли является автором 16 монографий и более 400 статей. У него 12 докторов и около 100 кандидатов. Работал в области проблем теории познания, проблемы философских категорий и принципов, философских проблем современного естествознания, сущности НТР и проблемы социальных последствий. Учёный является автором 54 статей в «Азербайджанской советской энциклопедии».
В 1990 году Джамиль Ахмедли был удостоен звания заслуженного деятеля науки, в 1997 году избран членом-корреспондентом Российской Петровской академии наук и искусств, а в 2000 году избран академиком. 30 октября 2009 года за заслуги перед развитием образования и науки в Азербайджане учёный был награждён орденом Славы..
В 2001 году по случаю 70-летия со дня рождения Джамиля Ахмедли в Высшем дипломатическом колледже (ныне Бакинский Евразийский университет) был проведён юбилей учёного. В связи с этим в том же университете была издана книга «Величие Джамиля Ахмедли» (Баку, издательство «Дипломат», 2001 г.), посвящённая 70-летию выдающегося азербайджанского философа Джамиля Ахмедли. В книгу включены статьи о личности, жизни и научной деятельности учёного его друзей, коллег, учеников и людей, которые его знают в целом.
В 2001 году была издана книга «Библиографический указатель», содержащая сведения об основных датах жизни и деятельности Джамиля Ахмедли, список его произведений.
10 февраля 2011 года в Институте философии и права НАНА состоялся вечер, посвящённый памяти Джамиля Ахмедли.

## Научные работы
- Свобода и необходимость. Баку: 1960 г.
- Категория закона материалистической диалектики. Баку: 1963 г.
- Со дня образования категории права. Баку: 1969 г.
- Основные законы материалистической диалектики. Баку: 1967 г.
- Беседы по социологии. Баку: 1981 г.
- Об историческом познании (на русском языке). Баку: 1969 г.
- К истории формирования категории права. Баку: 1974 г.
- Научно-техническая революция и социальные проблемы. Баку: 1974 г.
- Пространство и время: проблемы, парадоксы и решения. Баку: 1988 г.
- Философские взгляды и методы А. Эйнштейна. Баку: 1987 г.
- Социальные законы, их восприятие и применение. Баку: 1986 г.
- Свобода и прогресс. Баку: 1999 г.
- Метод измерения в социологии (на русском). Баку: 2001 г.
- Теория, ее виды и функции. Баку: 2001 г.

### Учебники
- Учебник для 9 класса общеобразовательной школы «Человек и общество». Баку, 1995 г.
- Учебник для 10 класса общеобразовательной школы «Человек и общество». Баку, 1995 г.
- Учебник для 11 класса общеобразовательной школы «Человек и общество». Баку, 1995 г.
- Учебник «Человек и общество» для 9 класса. Баку, 1995 г.
- Учебник «Человек и общество» для 10 класса. Баку, 1995 г.
- Учебник «Человек и общество» для 11 класса. Баку, 1995 г.